# Маккинли, Билли
Уильям Александр Маккинли (англ. William Alexander McKinlay; родился 22 апреля 1969 года в Глазго, Шотландия), более известный как Билли Маккинли (англ. Billy McKinlay) — шотландский футболист, полузащитник. Известен по выступлениям за «Данди Юнайтед», «Шеффилд Уэнсдей», «Блэкберн Роверс» и сборную Шотландии. Участник чемпионата Европы 1996 и чемпионата мира 1998.

## Клубная карьера
Маккинли начал карьеру в клубе «Данди Юнайтед». В 1985 году он дебютировал в чемпионате Шотландии. В 1989 году Маккинли был признан Лучшим молодым футболистом Шотландии. В команде Билли провёл 10 сезонов и смог завоевать Кубок Шотландии в 1994 году. В 1995 году после вылета «Данди Юнайтед» в низший дивизион он перешёл в английский «Блэкберн Роверс». Сумма трансфера составила 1,75 млн фунтов стерлингов. Его очень хотел подписать «Селтик», но Маккинли перешёл в состав «Роверс». В составе новой команды Билли провёл пять сезонов. В 2000 году он покинул команду и непродолжительное время выступал за «Брэдфорд Сити», «Престон Норт Энд» и «Клайдбанк». В 2002 году Маккинли перешёл в «Лестер Сити». В том же году в матче против «Ковентри Сити» он забил свой единственный гол за «Лестер». В 2004 году Билл подписал краткосрочное соглашение с «Фулхэмом». 25 сентября в матче против «Саутгемптона» он дебютировал за «дачников». За клуб Маккинли сыграл всего два матча. После окончания сезона он был назначен тренером резервной команды.

## Международная карьера
В 1993 году Маккинли дебютировал за сборную Шотландии. 17 ноября 1993 года в матче квалификационного раунда Чемпионата мира 1994 года против сборной Мальты он забил свой первый гол за национальную команду. В 1996 году Билли попал в заявку на Чемпионат Европы в Англии. На турнире он сыграл в матче против сборной Нидерландов. В 1998 году Маккинли поехал с национальной сборной на Чемпионат мира во Францию. На турнире он принял участие в поединке против сборной Бразилии.

## Достижения
Командные
«Данди Юнайтед»
- Обладатель Кубка Шотландии — 1993/1994

Индивидуальные
- Молодой игрок года по версии футболистов ШПФА — 1989